# Prati (rione de Roma)

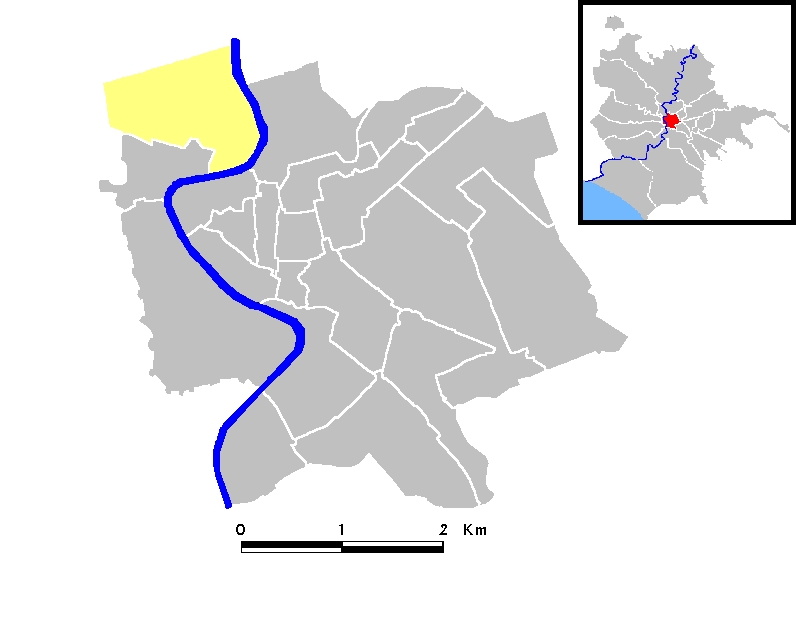
Mapa do Rione XXII - Prati

Prati é um dos vinte e dois riones de Roma, oficialmente numerado como Rione XXII, localizado no Municipio I, na margem ocidental do Tibre. Até 1913, Prati, juntamente com os quartieri Trionfale e Della Vittoria (à volta da Piazza Mazzini) eram parte do Municipio XVII. É uma das vizinhanças mais ricas de Roma. A movimentada Via Cola di Rienzo, uma das mais famosas ruas de Roma, é frequentemente ranqueada entre as mais importantes ruas comerciais da cidade.

## História

Brasão de Prati: o Mausoléu de Adriano azul em fundo prata. Apesar de tecnicamente ser parte do rione Borgo, o mausoléu (moderno Castelo de Santo Ângelo), é um dos marcos de Prati.

Na época romana, o território do moderno rione Prati era inteiramente coberto de vinhedos e juncos, parte das propriedades de Domícia, esposa do imperador romano Domiciano, o que deu à região o nome de "Jardins dos Domícios" (Horti Domitii) e, depois, "Prados de Nero" (Neronis Prata). Na Idade Média, a área foi rebatizada de "Prados de São Pedro" (Prata Sancti Petri) em homenagem à Antiga Basílica de São Pedro, nas imediações. Até pelo menos 1883, era uma vasta extensão de campos de cultivo, prados, pastagens naturais e até pântanos, pontilhado, especialmente na área das encostas do Monte Mário, quase desabitada, conhecida como Pianella Prati ou Pianella Oltretevere ou ainda Prati di Castello (uma referência ao Castelo de Santo Ângelo). Depois desta data, começaram as primeiras campanhas de urbanização e construção, a realização de antigos planos papais jamais realizados.
Durante o longo governo de Giolitti (1903–1921) e com a administração comunal de Roma, presidida pelo prefeito Ernesto Nathan (1907–1914), houve intervenções administrativas e de planejamento destinadas a resolver os problemas que surgiram com o excepcional crescimento de Roma. Nathan favoreceu o crescimento da cidade para bairros, unidades urbanas auto-suficientes separadas entre si por áreas verdes.
Em 1873, sob pressão de Francisco De Merode, dono de vastas áreas da região, a comuna firmou um acordo para a construção de um novo rione; no entanto, o plano ficou de fora do planejamento regulatório (1873, Viviani - Pianciani) e só voltou para a pauta em 1883. A região, periférica, continuou marginalizada devido a falta de ligações de infra-estrutura: De Merode construiu uma ponte ferro até o Porto de Ripetta, que permaneceu em operação até a inauguração da Ponte Umberto I, em frente ao Palazzo di Giustizia, na Piazza Cavour. Em 20 de agosto de 1921 foi criado o rione Prati, o último dos 22 riones de Roma, nascido com o objetivo de abrigar as estruturas administrativas do Reino da Itália e como área residencial para os funcionários do Estado.
O planejamento das ruas foi realizado de tal forma que nenhuma das novas ruas tivesse como pano de fundo a cúpula da Basílica de São Pedro, um testemunho das relações tensas entre o novo estado italiano e a Santa Sé antes da assinatura dos Tratados de Latrão. Por esta razão, os nomes das ruas do novo bairro foram escolhidos entre figuras históricas da Roma republicana e imperial, líderes e estudiosos clássicos latinos e pagãos e um dos heróis do Risorgimento, a quem foi dedicada a praça principal. Rua principal do distrito foi batizada em 1911 em homenagem ao tribuno e senador romano Nicola Gabrini, filho de Lorenzo, chamado Cola di Rienzo, um nobre romano que, no século XIV, tentou restaurar a república em Roma contra o poder papal.
A urbanização de Prati terminou na primeira metade do sséculo XX, embora alguns edifícios mais modernos tenham sido construídos mais tarde, à custa da demolição de casas existentes. Prati é hoje caracterizado por ruas largas e regulares, com palácios geometricamente regulares e elegantes de estilo umbertino e liberty.

## Vias e monumentos
- Ager Vaticanus
- Lungotevere Castello
- Lungotevere dei Mellini
- Lungotevere Michelangelo
- Lungotevere Prati
- Piazza Cavour
  - Monumento a Cavour
- Piazza Cola di Rienzo
- Piazza dei Quiriti
  - Fontana delle Cariatidi
- Piazza del Risorgimento
- Ponte Cavour
- Ponte Giacomo Matteotti
- Ponte Pietro Nenni
- Ponte Regina Margherita
- Ponte Umberto I

## Edifícios

### Palácios evillas
- Palazzo di Giustizia (Il Palazzaccio)
- Palazzo Odescalchi Simonetti
- Villa Altoviti
- Villino Brunialti
- Villino Cagiati
- Villino Macchi di Cèllere a Prati
- Villino Vitale

### Outros edifícios
- Caffè Latour (Via Cola di Rienzo)
- Casa Madre dei Mutilati ed Invalidi di Guerra (ANMIG)
- Istituto Nazareth
- Liceo Classico Statale Dante Alighieri
- Museo delle Anime del Purgatorio
- Museo degli Orrori di Dario Argento
- Museo Storico dell'Arma dei Carabinieri
- Teatro Adriano
- Teatro Alhambra

### Igrejas
- Sacro Cuore del Suffragio
- San Giuseppe ai Prati
- San Gioacchino in Prati
- Santa Maria Assunta delle Suore di San Giovanni Battista
- Santa Maria Immacolata del Istituto Scolastico Nazareth‎
- Santa Maria del Rosario in Prati
- Beata Vergine Maria del Carmine

Igrejas demolidas
- Volto Santo ai Prati

Templos não-católicos
- Tempio valdese di Piazza Cavour